# I Will Always Love You: The Best of Whitney Houston
Albums de Whitney Houston
I Look to You
(2009) Live: Her Greatest Performances
(2014)
Singles
I Will Always Love You: The Best of Whitney Houston est une compilation posthume de la chanteuse américaine Whitney Houston. L'album a été édité le 13 novembre 2012.
Le seul single de cet album est un duo avec R. Kelly I Look to You.

## Pistes
1. You Give Good Love (4:36)
2. Saving All My Love for You (?)
3. How Will I Know (4:33)
4. Greatest Love of All (4:50)
5. I Wanna Dance with Somebody (Who Loves Me) (4:51)
6. Didn't We Almost Have It All (5:07)
7. So Emotional (4:38)
8. Where Do Broken Hearts Go (4:38)
9. I'm Your Baby Tonight (5:02)
10. All the Man That I Need (4:11)
11. I Will Always Love You (4:32)
12. I'm Every Woman (4:47)
13. I Have Nothing (4:53)
14. Exhale (Shoop Shoop) (3:23)
15. I Believe in You and Me (3:54)
16. My Love Is Your Love (4:06)
17. I Look to You (3:40)
18. Never Give Up (4:01)